# 821
821 (DCCCXXI, na numeração romana) foi um ano comum do século IX, do Calendário Juliano, da Era de Cristo, teve início a uma terça-feira e terminou também a uma terça-feira, e a sua letra dominical foi F.
| Ano completo                       |
| ---------------------------------- |
| Ano comum com início à terça-feira |

## Eventos
- Início do cerco de Constantinopla pelo rebelde bizantino Tomás, o Eslavo.

## Nascimentos
- Março — Mutavaquil, califa abássida entre 847 e 861  (m. 861).
- Tertúlio de Anjou, nobre francês, conde de Anjou